# Marennes-Hiers-Brouage
Marennes-Hiers-Brouage es una comuna nueva francesa situada en el departamento de Charente Marítimo, de la región de Nueva Aquitania.

## Historia
Fue creada el 1 de enero de 2019, en aplicación de una resolución del prefecto de Charente Marítimo de 27 de noviembre de 2018 con la unión de las comunas de Hiers-Brouage y Marennes, pasando a estar el ayuntamiento en la antigua comuna de Marennes.

## Demografía
Según los datos aportados en la resolución del prefecto de Charente Marítimo, la comuna se crea con 6424 habitantes.

## Composición
| Comuna fusionada | Código INSEE | Población (2016) | Superficie (km²) | Densidad (hab./km²) |
| ---------------- | ------------ | ---------------- | ---------------- | ------------------- |
| Hiers-Brouage    | 17189        | 626              | 31.35            | 20                  |
| Marennes         | 17219        | 5647             | 20.09            | 281                 |